# カメハメハ・スクール

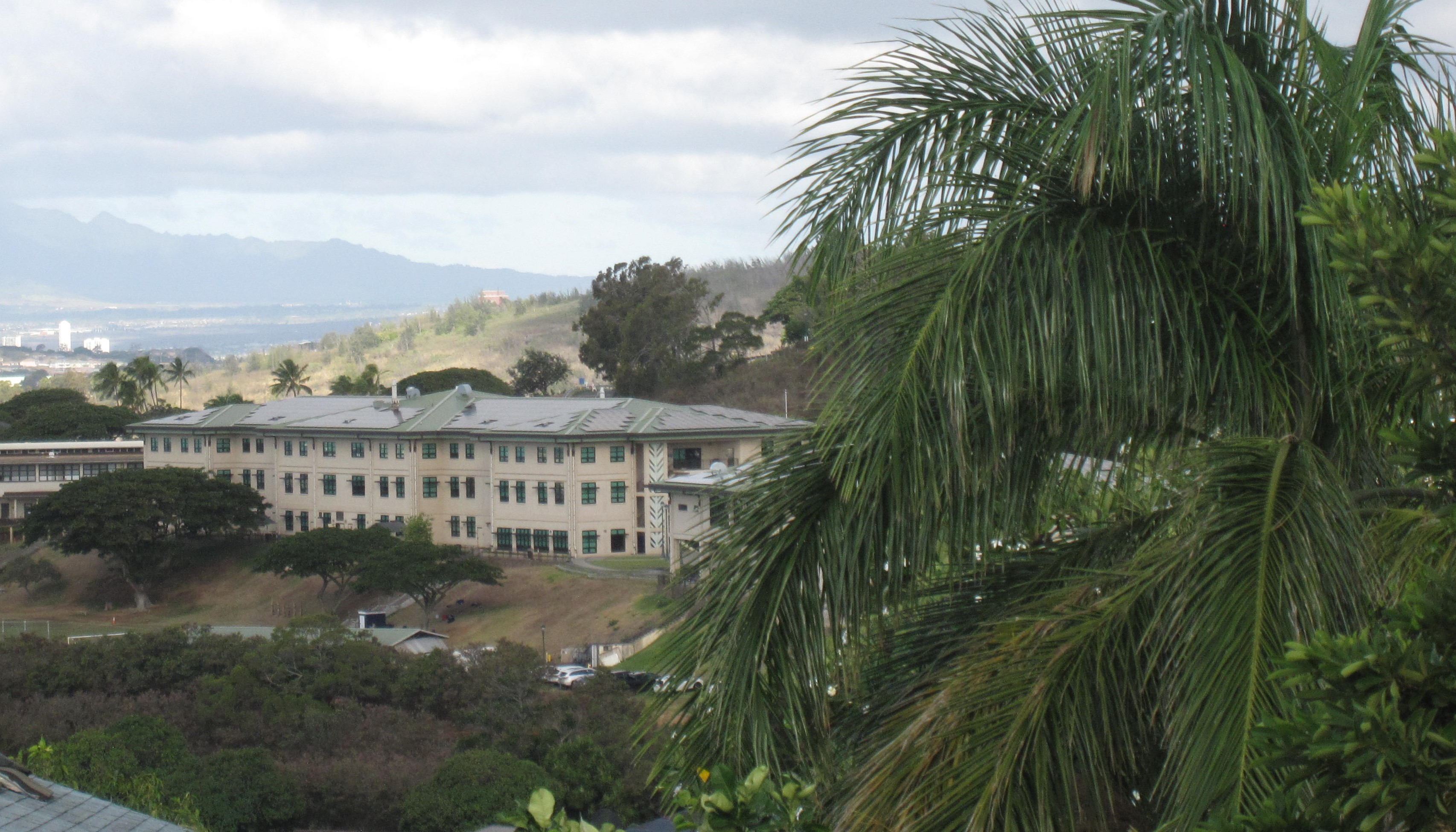
カメハメハ・スクール カパラマキャンパス

カメハメハ・スクール（英語: Kamehameha Schools）は、ハワイ人の子供たちの教育のために設立された私立学校で、アメリカ合衆国ハワイ州のオアフ島、マウイ島、ハワイ島にある。

## 概要
カメハメハ・スクールはカメハメハ家のバーニス・パウアヒ・ビショップ（Bernice Pauahi Bishop）の遺産によるエステートが管理するハワイ人のための学校で、始めハワイ州オアフ島ホノルルに1887年に男子校として設立された。当初はビショップ博物館の場所に併設して作られ、その後これが別の場所に移動して、もとの2つの校舎はビショップ博物館のものとなった。女子校は1894に始まり、1965年からは男女共学となっている。現在のオアフ島カパラマ（Kapālama）へ移ったのは1931年で、マウイ島プカラニ（Pukalani）とハワイ島ケアアウ（Keaau）の学校はそれぞれ1996年、2001年に設立されている。 
カメハメハ・スクールではプリスクール、1～12年生までの教育を行っており、英語で教えて大学への入学へ備えるが、ハワイ語とハワイ文化も十分教えて、ハワイ人としての教育にも重点を置いている。プリスクールは上記3校以外に、21か所でも教えている。
2011～2012年度に、3つのキャンパスに5,398人、プリスクールには1,317のハワイ人生徒が在籍している。この他に2011年には、他の公共の学校などに在籍する46,923人のハワイ人生徒へ経済的な援助も行っている。 ハワイ人ならすべて入学できるというわけではなく、学校により志望者の7から24パーセントのみが入学できる。

## 参照項目
- ハワイ州#芸術・文化
- ハワイ人
- ヘンリー・バーガー - プロイセン出身の楽長、作曲家。1893年から1903年にかけてカメハメハ・スクールとともに活動し、学校の音楽課程を創り上げた。